# Alessia Marcuzzi
Alessia Marcuzzi (né à Rome le 11 novembre 1972) est une animatrice de télévision et actrice italienne.

## Biographie
Née à Rome en 1972, Alessia Marcuzzi fait ses débuts à Telemontecarlo, animant Attenti al dettaglio puis lors de la saison 1991/1992 Qui si gioca avec José Altafini. En mars 1992 elle présenté le spectacle pour enfants Amici mostri. Lors de la saison 1992/1993, elle présente le spectacle de divertissement Novantatrè, avec Umberto Smaila. En 1994, elle apparait à la RAI  avec Gigi Sabani, dans Il grande gioco dell'oca. En 1994, elle fait ses débuts en tant qu'actrice dans les films Chicken Park réalisé par Jerry Calà et Tra noi due è tutto finito.
En novembre 1995, elle rejoint Mediaset  en anime sur  Italia 1 l'émission Colpo di fulmine, jusqu'en juin 1997. De 1996 à 2002, elle anime le festival de musique Festivalbar  remportant un Telegatto et de 1997 à 1998, le spectacle de l'après-midi Fuego !. Au cours de ces années, elle a joué dans les films Il mio West, réalisé par Giovanni Veronesi, Tutti gli uomini del deficiente, le téléfilm Un cane e un poliziotto et la série Tequila & Bonetti, de Jack Scalia. En 2000 elle présente le pilote de Macchemù, avec Paola Barale, consacré aux thèmes de la télévision et remporte l' Oscar TV en tant que « Personaggio televisivo femminile dell'anno ».
De 2000 à 2005, elle remplace Simona Ventura dans Le Iene, la version italienne de Caiga Quien Caiga, diffusée par Italia 1
En 2002 et 2003, elle présente les prix Telegatto et en 2003 le Galà della pubblicità, avec Heidi Klum ; les deux événements ont été diffusés par Canale 5 En automne 2003 elle présente l'émission caritative La fabbrica del sorriso, avec Gerry Scotti, Claudio Bisio et Michelle Hunziker remportant le Premio Flaiano et un  Oscar Tv pour Le Iene.
Après avoir animé une édition de Scherzi a parte en 2005, avec Diego Abatantuono et Massimo Boldi, elle remplace en 2006 Barbara d'Urso pour présenter la version italienne de Big Brother, Grande Fratello.
De 2004 à 2006, elle est protagoniste de la série télévisée Carabinieri, en 2007 elle joue dans Il giudice Mastrangelo 2. Ses crédits incluent également des performances dans divers films et télévision, avec des rôles principaux dans le long métrage Il mio West de Leonardo Pieraccioni en 1998, ainsi que dans les émissions de télévision Tequila et Bonetti (2000) et Carabinieri.
Le 30 juin 2021 elle annonce qu'elle quitte Mediaset après 25 ans de collaboration.

## Vie privée
Alessia Marcuzzi a un fils, Tommaso (né le 29 avril 2001), avec Simone Inzaghi, un ancien footballeur italien (relation terminée en 2004), et une fille, Mia (née le 4 septembre 2011), avec l'animateur de télévision et le chanteur Francesco Facchinetti (relation terminée en octobre 2012). Alessia Marcuzzi a épousé Paolo Calabresi Marconi en décembre 2014.

## Émissions de télévision
- Attenti al dettaglio (1991)
- Qui si gioca (1991-1992)
- Amici mostri (1992)
- Novantatrè (1992-1993)
- Le grand gioco dell'oca (1994)
- Colpo di fulmine (1995-1997)
- Festivalbar (1996-2002)
- 8 millimètres (1997)
- Fuego ! (1997-1998)
- Mai dire Gol (1998-2000)
- Macchemù (2000)
- Le Iène (2000-2005, 2018-)
- Telegatto (2002-2003)
- Il galà della publicità (2003)
- La Fabbrica del Sorriso (2003)
- Scherzi a parte (2005)
- Grande Fratello (2006-2015)
- L'isola dei famosi (2015-2019)

## Filmographie
| Année     | Titre                     | Rôle            | Remarques                 |
| --------- | ------------------------- | --------------- | ------------------------- |
| 1994      | Parc de poulet            | Hôtesse         | Caméo                     |
| 1998      | La revanche du pistolero  | Marie           |                           |
| 1999      | Tous les hommes de crétin | Ventilateur #1  | Caméo                     |
| 2000      | Tequila & Bonetti         | Fabienne Sasso  | 22 épisodes               |
| 2004-2006 | Carabiniers               | Andrea Sépi     | 72 épisodes               |
| 2007      | Il giudice Mastrangelo    | Claudia Nicolaï | 4 épisodes                |
| 2007      | Caméra café               | Se              | Épisode : « Il fantasma » |
| 2009      | Un amour de strega        | Carlotta        | Téléfilm                  |
| 2009-2012 | Così fan tutte            | Alessia         | 30 épisodes               |